# Maahes
(Papiro Magico di Londra e Leida)

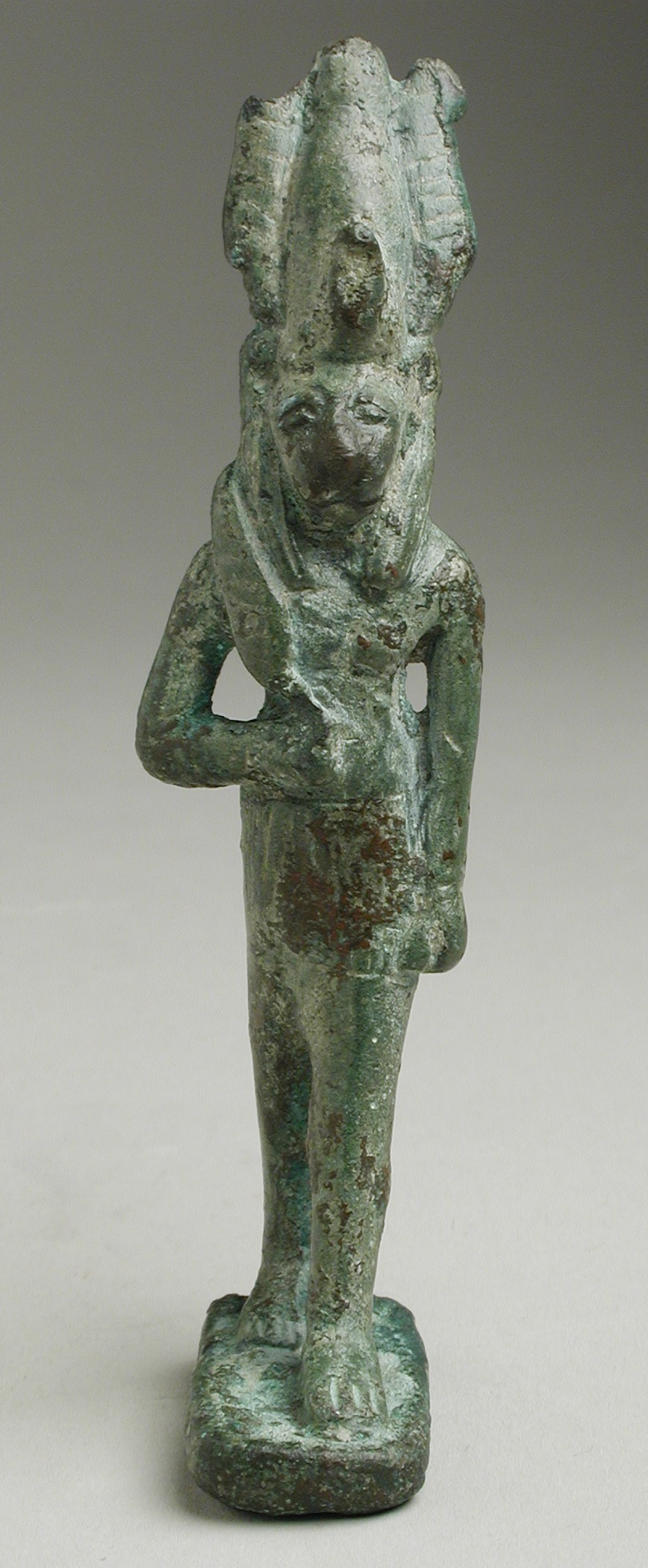
Statuetta in bronzo di un dio dalla testa di leone, con la corona atef in capo e un coltello in mano. Periodo tolemaico.

Maahes (talvolta anche Mihos, Miysis, Mios, Maihes o Mahes, in greco: Μαχές, Μιχός, Μίυσις, Μίος o Μάιχες) è una divinità egizia appartenente alla religione dell'antico Egitto. Era un dio della guerra, dalla testa di leone, e il suo nome significa "Colui che è davvero al suo (di lei) fianco": cioè al fianco di Maat, dea dell'ordine della verità, che Maahes proteggeva con la forza. Era venerato come figlio del dio-creatore Ptah e di una dea felina della quale condivideva la natura: nel Basso Egitto era ritenuta Bastet, mentre nell'Alto Egitto sua madre era Sekhmet, dea-leonessa strettamente legata alla guerra, in evidente analogia con lui: Maahes era associato alla guerra, come le sue madri, e alla protezione, al tempo meteorologico, ai coltelli, ai fiori di loto e all'atto di divorare i prigionieri di guerra. Era venerato soprattutto a Leontopoli e Bubasti (Par-Bast) e, secondariamente, a Edfu, Dendera e Meroe.

## Storia

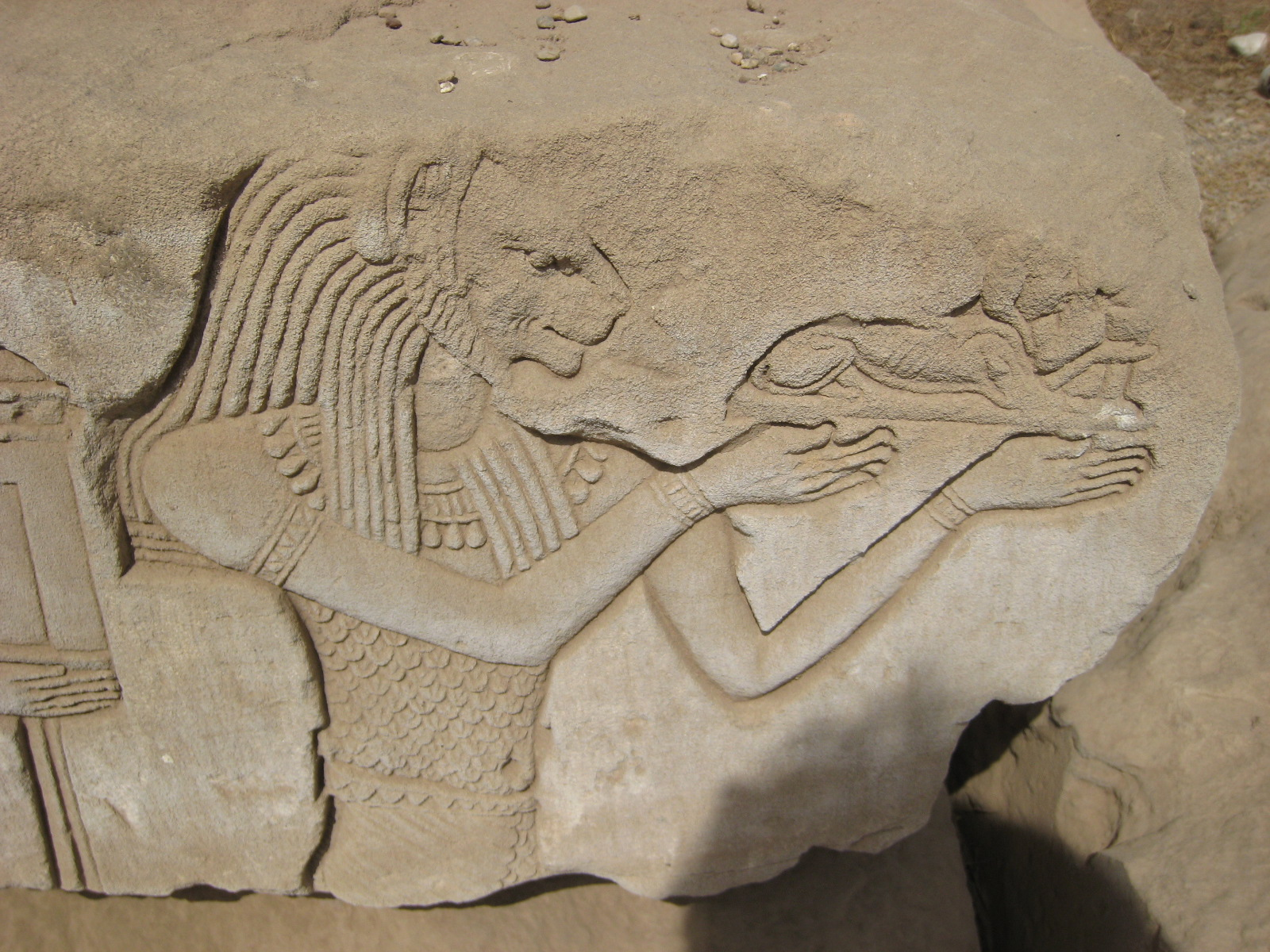
Rilievo di Maahes recante una sfinge. Periodo tolemaico.

La più antica attestazione della figura di Maahes risale al Nuovo Regno (1550 - 1069 a.C.). Alcuni egittologi hanno ipotizzato un'origine straniera di Maahes: alcuni indizi porterebbero infatti a collegarlo al dio-leone Apedemak, venerato in Nubia e nel deserto libico. 
In quanto dio-leone dalla caratteristiche protettive, era anche considerato figlio di Ra e Bast (poi Bastet), dea felina patrona del Basso Egitto, oppure di Ra e Sekhmet, la dea-leonessa della guerra, patrona dell'Alto Egitto. Dal momento che il suo culto era incentrato a Bubasti (Per-Bast) e a Leontopoli (Taremu), era maggiormente venerato come figlio di Bastet. Quando guadagnò una certa importanza e divenne protettore dell'intero Egitto, cominciò a essere ritenuto figlio di un dio di suprema importanza - Ptah oppure Ra, generalmente fuso con Atum nella figura di Atum-Ra. Nelle vesti di figlio di Ra, Maahes arpionava il perfido serpente Apopi durante il viaggio notturno di Ra (così come, ad esempio, Seth). Come divinità della guerra, Montu e Sekhmet ebbero una venerazione maggiore rispetto a Maahes. 
Le divinità leonine, considerate particolarmente potenti, erano normalmente associate alla figura del faraone, che avrebbe protetto in battaglia. Nel resoconto della presa della città di Joppa, Thutmose III è chiamato "Maahes, figlio di Sekhmet". Il faraone Osorkon III (787 - 758 a.C.) della XXIII dinastia eresse un tempio in suo onore a Bubasti, città nella quale Maahes era detto figlio di Ra e Bastet - mentre a Menfi e Leontopoli, città dove esisteva una necropoli per leoni, era assimilato a Nefertum e considerato figlio di Sekhmet e Ptah. 

## Nome

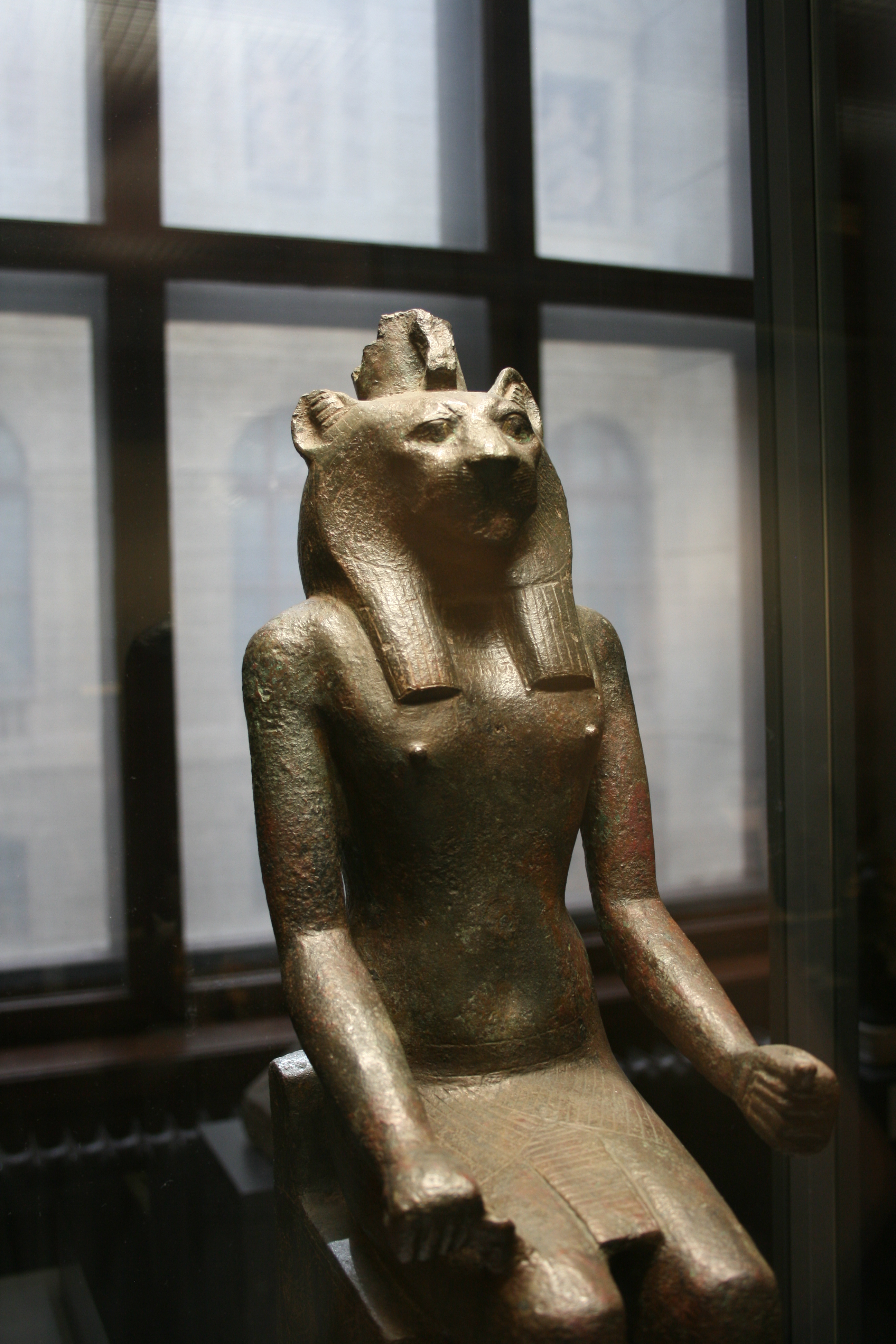
Statua di Maahes assiso in trono. Periodo tardo dell'Egitto. Naturhistorisches Museum, Vienna.

Il nome di Maahes inizia con i geroglifici della parola "leone" (che, isolati, significano "Quello che può vedere di fronte a sé"). Il primo glifo è comune anche alla scrittura geroglifica del nome di Maat, che significa "verità" e "ordine": di conseguenza, Maahes era considerato il divoratore dei malvagi e il protettore degli innocenti. Sempre rimanendo nel campo semantico della possanza, il segno geroglifico del leone compariva in parole quali "principe", "forza" e "potere".

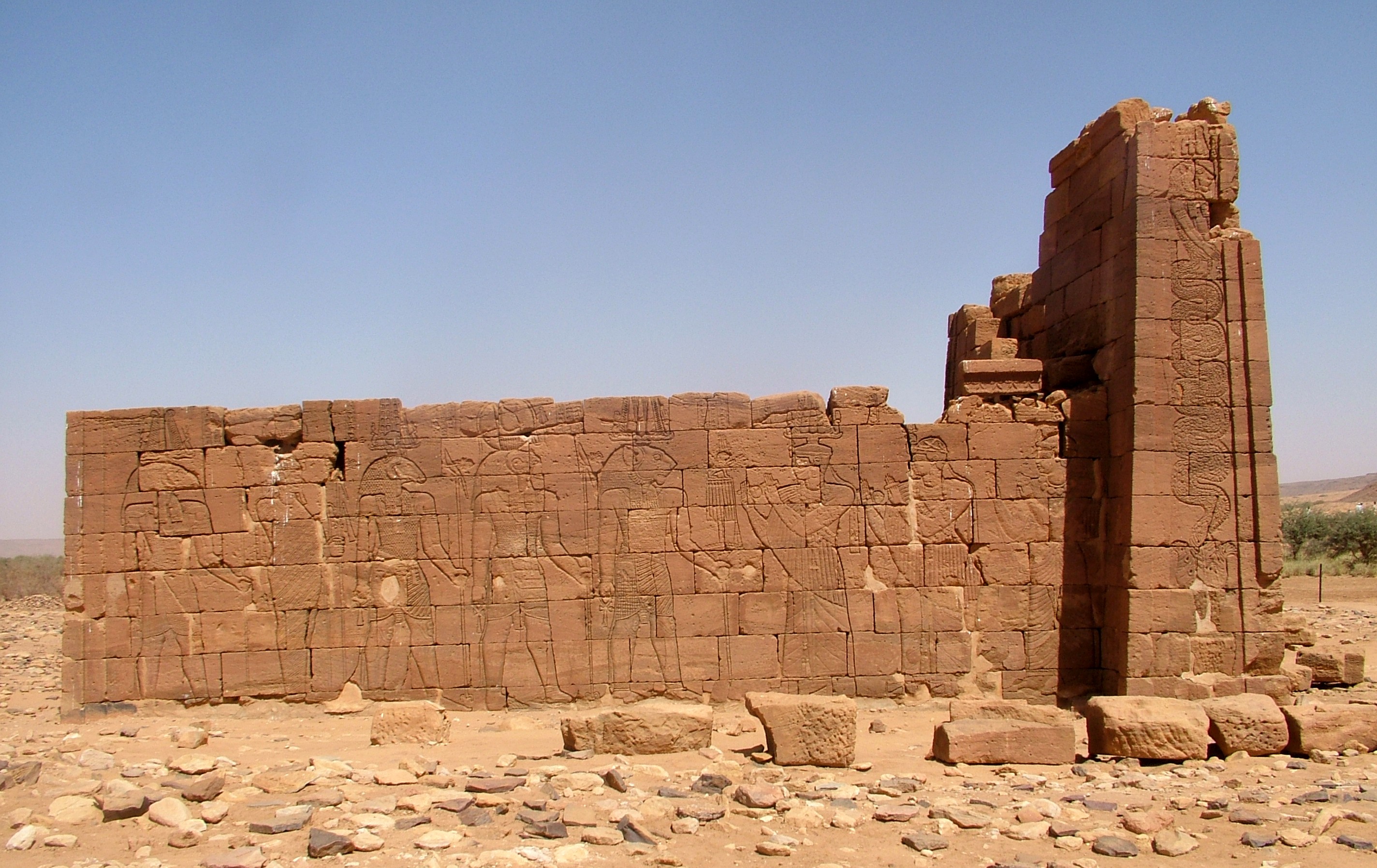
Potrebbe esserci un legame fra Maahes e il dio-leone nubiano Apedemak, raffigurato sulla parete di questo tempio a Naqa, in Nubia (è il quinto dio da sinistra).

Maahes aveva titoli quali "Signore del massacro", "Colui che stringe il coltello", "Rosso Signore" (in riferimento al sangue), "Vendicatore su chi commette torti" e "Aiuto dei saggi". Nonostante questi epiteti sanguinosi, Maahes era ritenuto una divinità benefica, che faceva giustizia dei nemici dell'ordine cosmico e della verità. Era più comunemente indicato tramite questi epiteti anziché con il nome proprio, probabilmente per riguardo nei confronti della sua natura temibile. 

## Iconografia
Le raffigurazioni di Maahes sono rare. Era raffigurato come un uomo dalla testa di leone, talvolta con un coltello in mano e recante in capo la Doppia Corona dell'Alto e del Basso Egitto, o la corona-atef, oppure il disco solare completato dall'ureo. Era talvolta identificato con il dio del profumo Nefertum, e perciò poteva figurare con un mazzo di fiori di loto, il che ne rafforzò il collegamento con gli oli e le essenze profumate - ma poteva anche comparire come un feroce leone intento a divorare un nemico. Tra gli dei cui fu occasionalmente assimilato si possono annoverare: Shemsu (altro dio dalla testa di leone), Onuris (altro dio della guerra), Sopdu e il più importante dio Shu, che poteva assumere le sembianze di un leone.

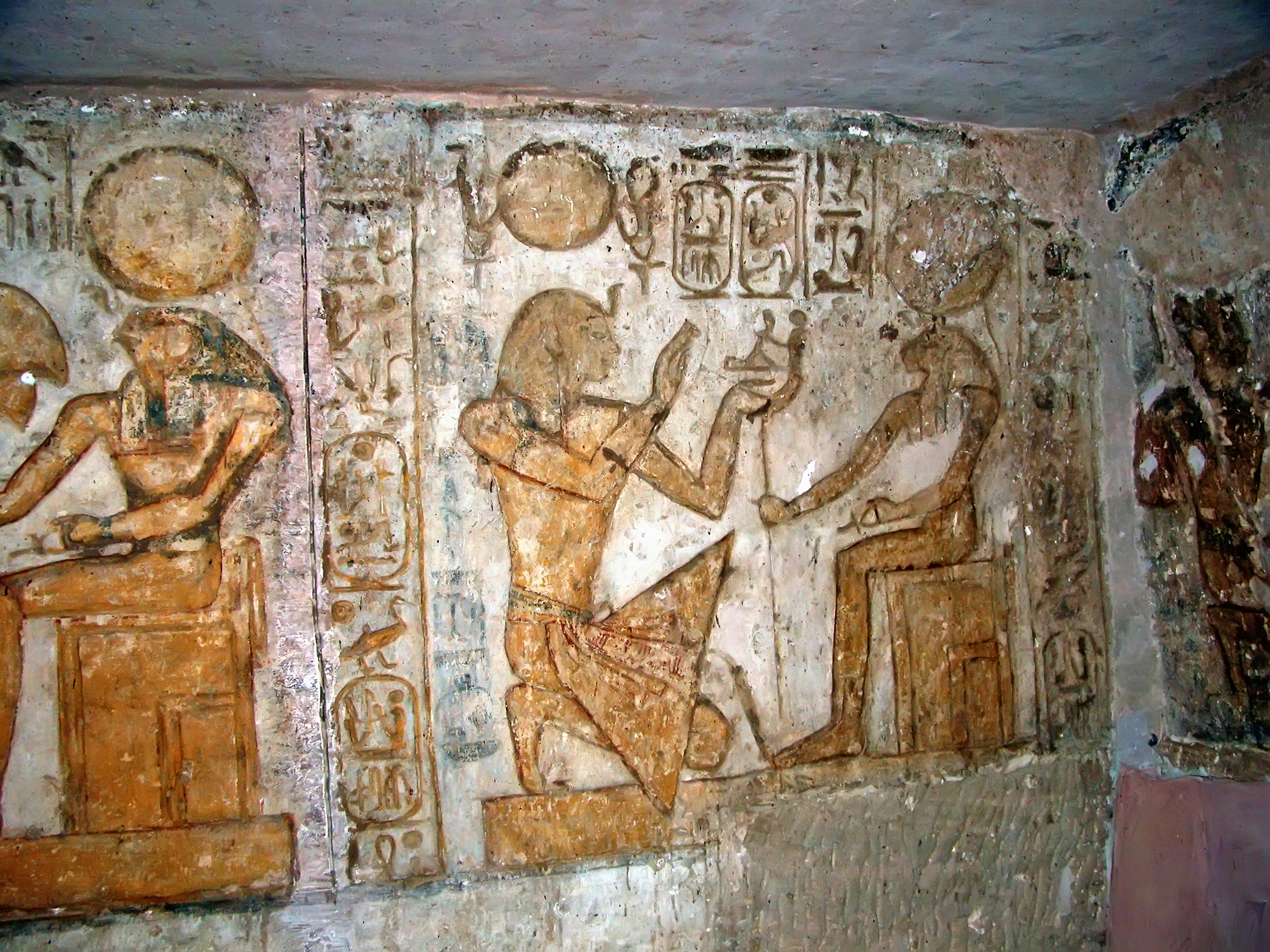
Il faraone Ramses II (1279 - 1213 a.C.) intento ad adorare Maahes, sormontato dal disco solare, in un rilievo del Tempio di Amon a Uadi es-Sebua.